# Centro Annenberg de Políticas Públicas
O Centro Annenberg de Políticas Públicas (em inglês: Annenberg Public Policy Center) (APPC) é um centro para o estudo de políticas públicas na Escola Annenberg de Comunicação da Universidade da Pensilvânia. Possui escritórios em Washington, D.C. e Filadélfia, onde está localizada a Universidade da Pensilvânia.

## Atividades
O Centro Annenberg realiza pesquisas, reúne painéis de especialistas, realiza palestras e conferências e publica relatórios em cinco áreas principais: comunicação política, informação e sociedade, mídia e crianças, comunicação saudável e risco de adolescentes.
O APPC foi criado em 1993 pelos embaixadores Walter e Leonore Annenberg e seu financiamento contínuo provém de uma doação estabelecida para ela na época pela Fundação Annenberg. Atualmente, possui uma equipe de 54 pessoas. O arquiteto Fumihiko Maki projetou as instalações do Centro.

### factcheck.org
Uma das iniciativas mais notáveis do centro é o sítio FactCheck.org.